# Johann Friedrich Eosander von Göthe
Johann Friedrich Eosander barón von Göthe ( * 23 de agosto de 1669 en Stralsund - 22 de mayo de 1728 en Dresde) fue un arquitecto alemán de origen sueco, y representante del estilo barroco.
Federico III, margrave de Brandeburgo, el futuro Federico I de Prusia, le nombró arquitecto de su corte (1699). Dirigió la construcción del palacio de Berlín (Palacio de Charlottenburg) (1707-1713).